# Rr (digramme)
Cette page contient des caractères spéciaux ou non latins. S’ils s’affichent mal (▯, ?, etc.), consultez la page d’aide Unicode.
Pour les articles homonymes, voir RR.
Rr (minuscule rr) est un digramme de l'alphabet latin composé de deux R. 

## Linguistique
- En espagnol, le digramme « rr » correspond à [r] roulé entre deux voyelles, où il contraste avec [ɾ] battu noté par un r simple. L'opposition des deux phonèmes n'est pas pertinente dans les autres positions, et ils y sont notés par un seul r.
- Le basque présente le même contraste entre voyelles. Il ne présente aucun de ses deux sons à l'initiale (sauf dans des emprunts récents).
- En portugais, le digramme « rr » correspond à [ʁ] entre voyelles, où il contraste avec [ɾ] battu par un r simple.
- En albanais, le digramme « rr » correspond à [r] roulé, qui contraste en toute position avec [ɾ] battu noté par un r simple.
- En groenlandais, le digramme « rr » correspond à [χː][1]

## Représentation informatique
Comme la majorité des digrammes, il n'existe aucun encodage de Rr sous un seul signe, il est toujours réalisé en accolant deux R.